# Bury, Oise

Bury este o comună în departamentul Oise, Franța. În 1 ianuarie 2022 avea o populație de 2.876 de locuitori.